# Callianetto
Callianetto (Callianet in piemontese) è una frazione del comune di Castell'Alfero in provincia di Asti posta a circa 165 metri sul livello del mare tra le colline dell'alto Monferrato. Dalla città di Asti dista circa 10 km a nord sulla strada statale Asti-Casale Monferrato.
Callianetto è gemellato con Lafrançaise (Francia).

## Storia
Dalle cronache dello storico astigiano, l'avvocato Gian Secondo de Canis, Callianetto fu fondata da alcuni abitanti del comune di Calliano (distante circa 6–7 km) che cercarono rifugio nelle zone in cui ora sorge la frazione, ricca di boschi e di zone di difficile accesso, nel periodo in cui il territorio astigiano era protagonista di lotte civili. L'assonanza dei due nomi infatti, Calliano e Callianetto, è stata probabilmente voluta per mantenere un contatto con il paese d'origine. Intorno al 1600, Castell'Alfero e quindi Callianetto, furono collocate sotto la protezione della città di Asti e alla fine del XVI secolo furono messe alle dipendenze del Duca di Savoia. Nel 1619, Callianetto divenne feudo di Gerolamo Germano, Marchese di Ceva.

## Geografia fisica

### Territorio
Il territorio è principalmente circondato da colline, vigne e boschi dove gli alberi più presenti sono robinia, castagno e quercia. La frazione è attraversata dal rio Maggiolino e dall'affluente, il rio Valmarchese.

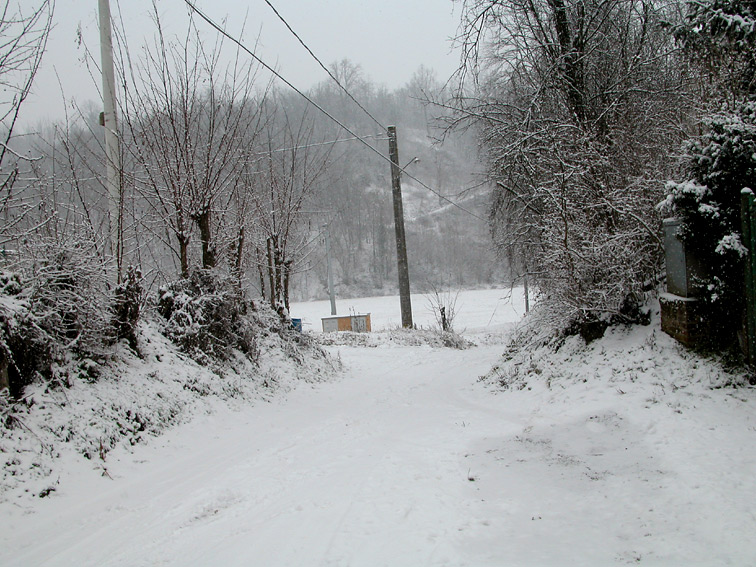
Neve in una via di Callianetto (gennaio 2008)

## Luoghi di interesse

### Chiesa parrocchiale SS. Annunziata
La chiesa della frazione viene nominata per la prima volta il 2 novembre del 1265 dall'editto del vescovo di Asti che all'epoca proibì ai Consoli di Callianetto che amministravano la struttura, la celebrazione di qualunque funzione di tipo religioso. Nel 1345, viene citata sui registri delle Chiese della Diocesi di Asti. Nel 1570 la chiesa viene citata dal monsignor Domenico Della Rovere come "cappellania". Quindici anni dopo, il vescovo Angelo Peruzio, nella sua visita pastorale, decretò che la chiesa dipendesse dalla Parrocchia di S. Pietro di Cossano, avendola trovata strutturalmente agibile. Gli abitanti di Callianetto non furono d'accordo perché ritenevano che la chiesa avesse bisogno di un cappellano autonomo e dopo varie insistenze, la Chiesa diventò parrocchia nel 1627 in occasione della visita pastorale di monsignor Ottavio Broglia. Nel 1663 il vescovo Paolo Roero ritenne opportuno ordinare una ristrutturazione dell'edificio per le sue pessime condizioni, interrompendo le funzioni fino allo svolgimento conclusivo dei lavori. Quasi 100 anni dopo, nel 1749, Monsignor Giovanni Todone decretò che la chiesa era in discrete condizioni. Il campanile venne dotato di 3 campane nel 1873 e nel 1928 ci furono delle modifiche alla facciata esterna. La chiesa oggi risulta in buone condizioni e al suo interno si possono ammirare un gruppo ligneo del seicento, raffigurante la Madonna e l'Arcangelo Gabriele, dipinti di Luigi Morgari e di Giovanni Lamberti, un organo e il coro in noce risalente all'ottocento.

## Ciabòt ëd Giandoja

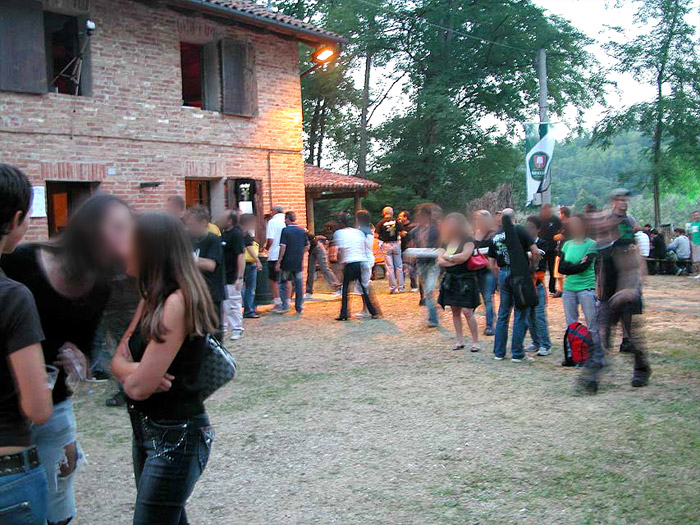
Ciabòt ëd Giandoja durante la manifestazione Rock Aid CeroanKio (agosto 2008)

Ciabòt ëd Giandoja si potrebbe tradurre come "Casetta di Gianduja" e si tratta di una costruzione rurale molto vecchia, situata in località Lovisoni sul Monte del Fico. Soprannominata in lingua piemontese "Ca dël Fuin" (letteralmente casa della faina) per il luogo solitario in cui è posta in mezzo ai boschi, raggiungibile da una stradina molto impervia, è una facile dimora di fortuna per gli animali del bosco che la circonda. La casa ha circa trecento anni ed è composta da stanze molto piccole con soffitti in legno. In passato apparteneva a dei privati cittadini ma nel 1949 l'amministrazione del comune di Castell'Alfero decise di acquistare il Ciabot per poi dichiararlo monumento regionale. Nel 1950 la società dolciaria Caffarel di Torino, inventrice del famoso cioccolatino gianduiotto, acquista il fabbricato per poi donarlo al comune di Asti come inizio per istituire un Museo della Maschera. Quattro anni dopo, il comune di Asti decide di donare nuovamente il fabbricato al comune di Castell'Alfero che ne è in possesso tuttora. Nel 2000 la pro loco di Callianetto attua un progetto di ristrutturazione di rivalutazione d'accordo con il comune di Castell'Alfero.
Successivamente il locale viene ceduto in uso alla frazione di Callianetto. Negli ultimi anni, numerosi eventi si sono susseguiti all'interno della struttura come la manifestazione musicale CeroanKio, rock aid organizzato, tra gli altri volontari, dal gruppo salesiano Don Bosco del comune di Asti.

## Gianduja

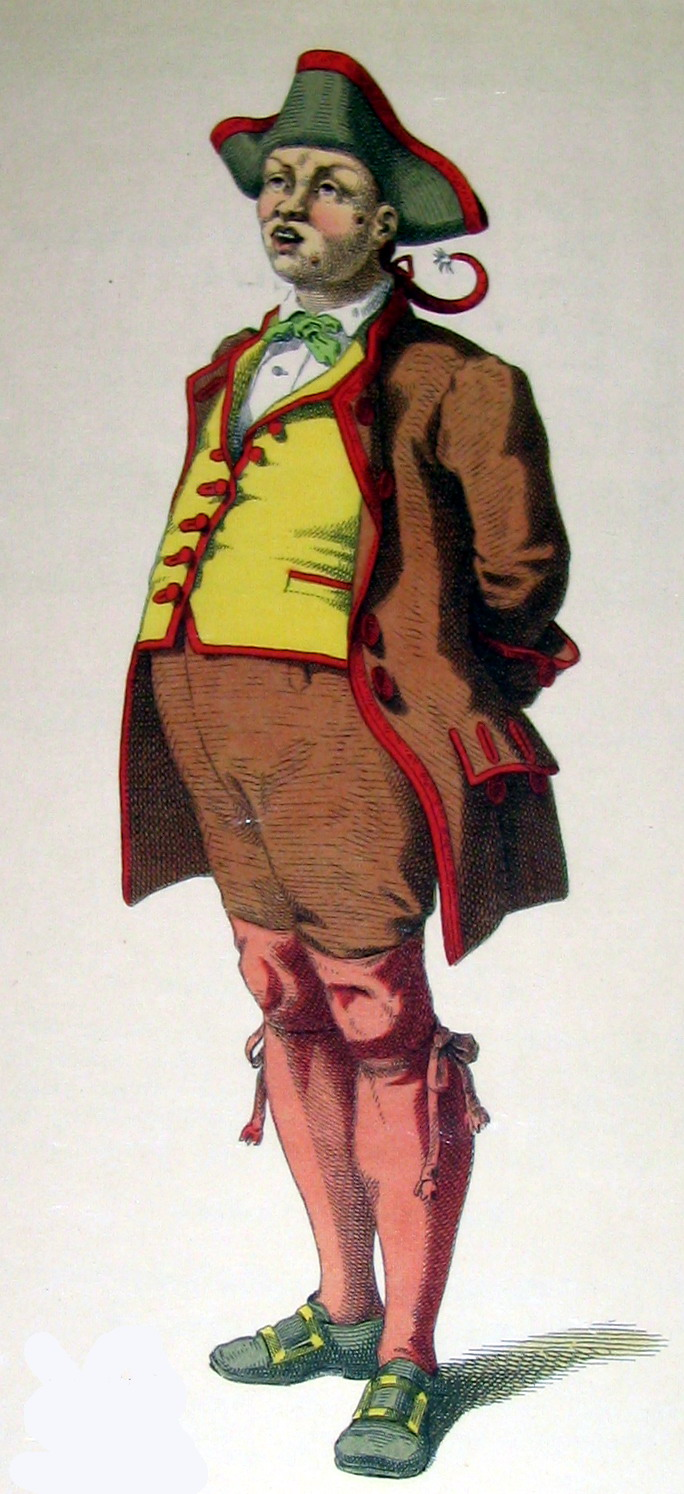
La maschera di Gianduja

Personaggio storico e di celebrità mondiale, la maschera di Gianduja deve la sua origine proprio a Callianetto e la sua storia risale alla fine del Settecento. Dalle cronache del tempo risulta che all'epoca lavorasse in piazza Castello nella città di Torino, un burattinaio molto abile che si chiamava Umberto Biancamano e che era originario di Callianetto. Soprannominato "Giuanìn D'ij Usèi" (letteralmente "Giovannino degli uccelli"), dato che in quella piazza, davanti a Palazzo Madama, al sabato si vendevano cardellini, merli e passerotti. Le scenette che venivano presentate attaccavano il Governo, la pubblica amministrazione e soprattutto la sorella di Napoleone, Paolina Bonaparte. Il burattinaio portò in scena le vicende di Gerolamo (Giròni in lingua piemontese), incarnando in lui lo spirito dei contadini piemontesi. Presso la famiglia Amico, in quegli anni, prestava servizio Giovan Battista Sales che imparò l'arte del burattinaio proprio da Giòanin e, una volta imparato il mestiere, si allontanò da Torino in cerca di fortuna, essendo la piazza torinese già occupata da Biancamano. Si recò così nella città di Genova e nel 1802 si mise in società con Gioacchino Bellone, altro burattinaio proveniente da Racconigi.

Insieme aprirono un nuovo repertorio con protagonista Gerolamo (Giròni) un uomo del popolo sagace, amante del vino, dalla battuta pungente. La città di Genova all'epoca era sotto l'influenza francese, governata da Girolamo Durazzo, Doge di Genova. Dopo aver messo in scena diverse repliche del loro spettacolo nelle piazze liguri, la loro popolarità si diffuse. Il pubblico si divertiva ascoltando le disavventure di Giròni ed i genovesi identificarono subito in quella marionetta che metteva alla berlina il governo il loro Doge. Aumentarono gli spettatori ma con loro giunsero anche i gendarmi. I due giovani furono così imprigionati. L'accusa era ingiuria nei confronti del Doge stesso. Dopo una settimana furono espulsi da Genova e condannati al confine per lesa maestà. Prima di lasciare la città i due pensarono di cambiare aspetto ai loro burattini grazie a Pittaluga, un anziano scultore di Genova famoso per le statuette di legno che intagliava con grande abilità. Gli assegnarono il compito di fabbricare nuove marionette dalla faccia ben diversa da quella del Doge.
Coi nuovi burattini i due tornarono a Torino e impiantarono un teatrino nel cortile dell'Albergo del Pastore, in via Dora Grossa, (oggi via Garibaldi), dove sorse lo storico Caffè Calosso sede della Società dei Rimasti fondata da Carlo Marello. Qui presentarono La storia di Artabano I, ossia il Tiranno del Mondo, con Gerolamo suo confidente e re per combinazione. Le battute spassose attirarono l'attenzione del reverendo Baudissone deputato dell'epoca, a controllarne le licenziosità e ad interpretarlo come grave offesa al fratello di Napoleone che, come il Doge di Genova, si chiamava pure lui Gerolamo. I due burattinai furono incolpati nuovamente di lesa maestà e di aver offeso la reputazione del più giovane dei Bonaparte, appena eletto re di Vestfalia. Sales e Bellone finirono di nuovo in manette e furono rinchiusi in un "crutun" (cantina in lingua piemontese), un sotterraneo in corso Regina angolo corso Valdocco per poi essere portati davanti al Tribunale. Durante il processo davanti ai giudici torinesi ripeterono le battute messe sotto accusa tra le quali: «Liberté, égalité, fraternité: i fransèis a van an carosa e nui a pé», (Libertà, uguanglianza, fraternità: i francesi vanno in carrozza e noi a piedi!), «Viva la Frânsa, viva Napuleùn: chiel a l'è ric, e nui strasùn» (Viva la Francia viva Napoleone: lui è ricco e noi straccioni). La sentenza fu la condanna a morte per aver tramato contro lo Stato. I due riuscirono a fuggire e si rifugiarono ad Asti con una lettera di raccomandazione per la famiglia De Rolandis di Castell'Alfero, ancora fortemente provata per la morte di Giovanni Battista, che a Bologna nel 1794, aveva cercato di sollevare la città con Luigi Zamboni, distribuendo coccarde tricolore, simbolo di una nuova Italia. In gran segreto, Bellone e Sales furono ospitati a Callianetto, in un cascinale dell'allora medico Alessandro Giuseppe De Rolandis. La casa era nascosta in una folta selva che ancora oggi si chiama bôsc dël médic (bosco del medico).
Successivamente si affrettarono a cambiare il loro repertorio mutando prima di tutto il nome di Giròni. Il nuovo burattino intagliato da Pittaluga fu chiamato definitivamente "Gianduja" e verso la fine del 1807 venne trasformato anche il suo abbigliamento per renderlo umile e poco appariscente. Lo vestirono con una giubba rossa, pantaloni verdi, calze gialle, panciotto violetto e un tricorno marrone in testa.  Le scarpe erano ornate con fibbia d'ottone ed aveva una bottiglia di vino tra le mani. Mutarono anche il suo linguaggio, che doveva rappresentare il carattere del popolo piemontese, alquanto conservatore. L'idea del loro nuovo teatrino dei burattini avrebbe trasmesso l'idea del Risorgimento. Nacque in questo modo il nuovo burattino Gianduja. Il nome Gianduja come contrazione di Giuanìn ëd la duja (duja: recipiente in terracotta per il vino in lingua piemontese, di forma bombuta, simile a una brocca), oppure Giuanìn d'Oja, (Oja, frazione di Racconigi, ove nacque Bellone.) L'origine del nome rimane un mistero.

## Teatro
Il duo teatrale Mario Amendola e Bruno Corbucci portarono in scena per la prima volta il 3 novembre 1970, al Teatro Alfieri di Asti la commedia "Siamo quelli di Callianetto", con le musiche scritte dal maestro Giovanni D'Anzi e interpretato da Erminio Macario.

## Prodotti tipici
Uno dei piatti tipici della frazione è il Tortino Gianduja. La pro loco di Callianetto partecipa inoltre al Festival delle sagre astigiane che si tiene ogni anno, la seconda domenica di settembre in piazza del Palio ad Asti, con:
- Primo piatto: insalata del contadino con rape rosse, cavoli e bagna càuda;
- Secondo piatto: gran fritto misto alla piemontese di Callianetto.

## Feste, fiere e sagre
- Gianduja al sò paìs - Ritorno della maschera del Gianduja a Callianetto durante il carnevale
- Sapori d'inverno - Rassegna gastronomica che vede diverse pro loco Monferrine coinvolte
- Il piacere del gusto - Cena annuale che si svolge nei locali della pro loco
- Sagra del fritto misto - Due serate dedicate che aprono i festeggiamenti patronali di Callianetto
- Festival delle sagre astigiane - Seconda domenica di settembre

## Sport
Il tamburello a muro (tambass in lingua piemontese) è uno sport molto diffuso nell'Astigiano e ha una forte tradizione a Callianetto. Il comune di Castell'Alfero ne ha fatto l'attività sportiva principale avendo sul suo territorio quattro campi da gioco.

L'Unione Sportiva Callianetto è la squadra di tamburello di questa frazione che, nel 2011, ha raggiunto il record di dieci titoli consecutivi nel Campionato italiano; inoltre, ha vinto tutte le edizioni della Coppa Europa di tamburello dal 2003 al 2011, ad eccezione di quella del 2008, quando a vincere fu l'A.S.D.T. Solferino.
A Callianetto si trova lo sferisterio "Prospero Dezzani", dove la squadra locale disputa le partite casalinghe. Il 29 luglio 2015 lo sferisterio muta la denominazione in "Silvano Rosso già Prospero Dezzani" in memoria dell'indimenticato storico dirigente della squadra.